# Tjärngodstjärnen
Tjärngodstjärnen är en sjö i Timrå kommun i Medelpad och ingår i Gådeån-Indalsälvens kustområde. Sjöns area är 0,015 kvadratkilometer och den befinner sig 83 meter över havet.